# جون س. باورز
جون س. باورز (بالإنجليزية: John C. Bowers)‏ هو عازف الأرغن وشخصية أعمال أمريكي، ولد في 9 فبراير 1811 في فيلادلفيا في الولايات المتحدة، وتوفي بنفس المكان في 5 أكتوبر 1873.